# Sophie Vavasseur
Sophie Vavasseur (* 10. Mai 1992 in Dublin) ist eine irische Schauspielerin, die vor allem durch die Rolle der Evelyn Doyle in Evelyn große Bekanntheit erlangte.

## Leben und Karriere
Sophie Vavasseur gab 2002 ihr Debüt im Drama Evelyn, in dem sie neben Pierce Brosnan, Aidan Quinn und Julianna Margulies die Hauptrolle der Evelyn Doyle verkörperte. Im Sci-Fi-Action-Horrorfilm Resident Evil: Apocalypse (2004) agierte sie neben Milla Jovovich und Sienna Guillory in der Rolle der Angela Ashford. In der Filmbiografie Geliebte Jane (2007) spielte sie neben Anne Hathaway, James McAvoy und James Cromwell die Rolle der Jane Lefroy. Ebenfalls 2007 wirkte sie im Fernsehfilm Jane Austen’s Northanger Abbey – neben Felicity Jones, Liam Cunningham und Carey Mulligan – in der Rolle der Anne Thorpe. Fortwährend in 2007 mimte sie im Fernsehfilm The Old Curiosity Shop die Rolle der Nell Trent. Im Horrorstreifen La posesión de Emma Evans (2010) fungierte sie in der Hauptrolle der Emma Evans.
Vavasseur war mit ihrem Schauspielkollegen Jordan Patrick Smith liiert, den sie bei den Dreharbeiten zu Vikings kennenlernte. Das Paar trennte sich Ende 2019.

## Filmografie (Auswahl)
- 2002: Evelyn
- 2004: Resident Evil: Apocalypse
- 2007: Geliebte Jane (Becoming Jane)
- 2007: Jane Austen’s Northanger Abbey (Northanger Abbey)
- 2007: The Old Curiosity Shop
- 2010: La posesión de Emma Evans
- 2017: Vikings (Fernsehserie, 2 Folgen)
- 2017: Girls United – Der große Showdown (Bring It On: Worldwide #Cheersmack)
- 2020: Picture Perfect Royal Christmas (Fernsehfilm)
- 2021: Lost & Found in Rome (Fernsehfilm)
- 2021: The Seed
- 2021: Alice, Through the Looking
- 2022: Mr. Malcolm’s List
- 2023: The Hurler – A Campion's Tale
- 2023: Flora and Son
- 2024: Harry Wild – Mörderjagd in Dublin (Harry Wild, Fernsehserie, Folge 2x01)
- 2024: Borderline (Fernsehserie, 2 Folgen)